# Jean Andoche Junot
Jean-Andoche Junot, książę d’Abrantès (ur. 24 września 1771 w Bussy-le-Grand, zm. 29 lipca 1813 w Montbard) – francuski generał w okresie od Rewolucji po wojny napoleońskie.

## Życiorys

### Młodość
Urodził się w Bussy-le-Grand we Francji w rodzinie Michela i Marie Antoinette Junot. Studiował prawo w Paryżu gdy wybuchła rewolucja. Junot wstąpił do batalionu ochotników by walczyć w obronie młodej republiki; został dwukrotnie ranny i dosłużył się stopnia sierżanta. Napoleona Bonaparte poznał podczas oblężenia Tulonu w 1793 i wkrótce został jego sekretarzem.

### Służba wojskowa

#### Kampania włoska
W kampanii tej wyróżnił się wielokrotnie szybko awansując, ale pod Lonato został poważnie ranny w głowę, co – w opinii współczesnych – wpłynęło negatywnie na jego osobowość i całkowicie zmieniło jego charakter: stał się mniej dokładny w działaniu, za to porywczy i gwałtowny.
Na samym początku kampanii Napoleona w Egipcie otrzymał stopień generała brygady, ale ponownie został ranny (tym razem w pojedynku), a podczas powrotu do Francji z transportem rannych i chorych wzięty do niewoli.
Junot nie towarzyszył Napoleonowi podczas powrotu do Francji w sierpniu 1799 r. Zamiast tego Junot pozostał w Egipcie, gdzie został schwytany przez Brytyjczyków. Z niewoli został zwolniony 14 czerwca 1800 roku.
W roku 1800 pojął za żonę pamiętnikarkę Laurę Martin de Permond, z którą miał czworo dzieci.
Przez krótki okres był ambasadorem w Portugalii, by na pierwsze wezwanie cesarza ponownie założyć mundur i 2 grudnia 1805 r. wziąć udział w bitwie pod Austerlitz.

#### W Hiszpanii i Portugalii
Najważniejszym w życiu Junota był okres wojen napoleońskich w Hiszpanii i Portugalii. Dowodził uderzeniem na Portugalię w 1807, wyruszając w listopadzie z Salamanki i zajmując 30 tegoż miesiąca Lizbonę, za co otrzymał honorowy tytuł księcia d’Abrantès i stanowisko gubernatora Portugalii.
Po desancie brytyjskim w 1808 Francuzi zostali pobici pod Vimeiro (21 sierpnia), a Junot został niemal kompletnie odcięty. Podpisanie pomyślnego dla siebie traktatu sintryjskiego pozwoliło mu nie tylko uniknąć wzięcia do niewoli, ale powrócić w październiku do Francji wraz z wojskiem, armatami i łupami zgromadzonymi w Portugalii.
Powrócił na Półwysep Iberyjski w roku 1810 służąc pod rozkazami marszałka Massény i ponownie został poważnie ranny.

### U schyłku życia
W czasie kampanii rosyjskiej Junot poczynał sobie ze zmiennym szczęściem; obwiniano go o dopuszczenie 17 sierpnia do ucieczki armii rosyjskiej po bitwie pod Smoleńskiem, ale pod Borodino (7 września 1812) znakomicie dowodził VIII Korpusem Wielkiej Armii.

### Choroba i śmierć
W roku 1813 został gubernatorem Illirii, ale postępująca choroba umysłowa zmusiła do powrotu do Francji, gdzie (w Montbard) popełnił samobójstwo skacząc z okna. Wyskoczył przez okno, łamiąc sobie obie nogi. Następnie próbował je amputować samodzielnie, wielokrotnie dźgając się w nie. Rana uległa poważnemu zakażeniu i zmarł.

## Odznaczenia[6]
- Wielki Orzeł Legii Honorowej
- Krzyż Wielki Orderu Chrystusa (Portugalia)
- Komandor Orderu Korony Żelaznej (Królestwo Włoch)